# 新冠站
新冠站（日语：／ Niikappu eki */?）是過去位於日本北海道新冠郡新冠町字本町地區，屬於北海道旅客鐵道（JR北海道）日高本線上的鐵路車站，電報略號是。車站已於2021年隨著日高本線鵡川車站至樣似車站之間路段的廢線而停止營運。
過去曾是急行列車「襟裳」的停靠站。

## 歷史
1926年日高拓殖鐵道完成自苫小牧輕便鐵道厚賀車站延伸至靜內車站的路段時，同時興建了本站，當時以本地在的舊地名「高江」命名，因而名為「高江車站」。
1927年日高拓殖鐵道被國家收購，成為由鐵道省管理的國有鐵路，路線也更名為「日高線」，1943年近一步升格為「日高本線」；1948年改以行政區劃「新冠」作為車站名稱，因而更名為「新冠車站」。
此後由於車站的使用人次偏低，在1977年開始成為業務委託車站，委託日本國有鐵道旗下的日本交通觀光社經營車站業務，1984年開始更取消的人員編制，成為無人車站。
1987年隨著國鐵分割民營化 改隸屬北海道旅客鐵道（JR北海道）。
雖然在1999年一度重新整建車站站舍，但2015年日高本線在厚賀車站至大狩部車站之間位於新冠町內的路段，由於路基海岸侵蝕而塌陷，造成日高本線鵡川車站以東的路段全面停駛，經評估由於修復及未來維護的成本過高，在2020年獲得日高本線沿線的行政區劃同意後，日高本線自鵡川車站以東的路段，包含新冠車站在2021年4月1日正式廢除，全面改由JR北海道巴士經營替代客運路線。

## 車站構造
最初的車站位於現在車站站舍旁的平交道處。
1999年後的車站構造為採用側式月台1面1線的地面站，月台及車站站舍位於鐵路的南側。雖然後來成為無人車站，但車站同時也作為新冠町的「相逢與休憩中心（出会いと憩いのセンター）」使用。

## 車站周邊
- 國道235號
- 北海道道209號滑若新冠停車場線
- 道之驛純種馬道路新冠（日语：道の駅サラブレッドロード新冠）
- 新冠町公所
- 靜內警察署新冠派出所
- 新冠郵局
- 苫小牧信用金庫新冠支店
- 新冠町農業協同組合（JA新冠）
- 新冠川
- 新冠水壩
- 判官館 - 相傳是源義經所殘留下的遺跡
- 黑膠唱片館（レ・コード館）
- 新冠溫泉
- 新冠町立新冠小學

## 相鄰車站

### 廢除路線
北海道旅客鐵道（JR北海道）
日高本線
節婦－新冠－靜內

## 相關項目
- 日高本線
- 日本鐵路車站列表

## 外部連結
- （日語）全驛參觀之旅 （页面存档备份，存于）